# ハザマノウタ
『ハザマノウタ』は、介錯による日本の漫画作品。『ガンガンパワード』（スクウェア・エニックス）にて連載され、本誌が休刊した関係で打ち切りという形で終了した。
現代社会に溶け込む、魔物（あまんど）と永きにわたり人間を導く天使（ロッシェ）の抗争の最中、魔物と人間のハーフの狭間トウヤと、天使と人間のハーフの天童ヒカルを中心に、日常の騒動・トラブルの中で、トウヤが姉を殺した仇である「黒髪の長身片目の男」を追って行く物語。
2008年にはTNK制作によりテレビアニメ化が発表されたが、それ以上の進展がないままアニメ化は頓挫した。

## ストーリー
古くから人間界に文明、秩序をもたらした、白き翼を持つ「天使（ロッシェ）」。そして打倒天使を掲げ、人の姿をし、人間界で殺戮を繰り返し、人の心を失った異形の怪物「魔物（アマンド）」。天使は秩序を乱す魔物を裁くため、幾度も魔物との戦争を行なった。結果、魔物は人の心を取り戻し、天使と魔物の戦争は一応の終結を迎えた。天使は人間、そして魔物を人知れず導くため、天空から見守ることにした。しかし、魔物の中にはアマンド犯罪者と呼ばれる、影のグループが、人間と天使を襲っていた。天使は秩序を守るため、人知れずアマンド犯罪者への捌きを始めた。
中学2年生の狭間トウヤは、魔物である母親と人間の父親の間から生まれたハーフ。母親が幼き頃に病死し、まもなくトウヤの姉が「片目の男」によって殺され、父親と2人暮らしをしていた。自分の正体は母や姉の言いつけ通り、父や周囲の人には言わずに隠している。ある日、父親は古き友人の女性と再婚の話をトウヤにするが、トウヤはこれを承諾した。その夜、中学の友人達と共に化け物が出ると噂される廃ビルに忍び込む。だがその化け物はアマンド犯罪者であった。友人は逃げ出すが、トウヤは立ち向かう。何故なら魔物の血の影響で魔物の能力を使えるからだ。トウヤはアマンド犯罪者を倒し、捕らわれていた中学同学年の委員長を助け、去ろうとした時、片羽の天使「天童ヒカル」に出くわし、アマンド犯罪者と誤解される。
一応の撃退をしたトウヤは家に帰ると、撃退したはずのヒカルが滞在していた。父親に事情を聞くと、なんと再婚した女性はヒカルの母親で、ヒカルも父親が天使で母親が人間のハーフであることが判明。互いに敵対種族であったが、両親が再婚したために共に共同生活をすることになる。当初はお互い反発していたが、学校の日常、共同生活の中で次第に認め始める。そしてトウヤは、幼少の時に殺された姉の仇である「黒髪の片目長身の男」の行方を追っている。
2人のハーフの狭間で生まれる「ハザマノウタ」。

## 登場人物

### 狭間家・天童家
狭間トウヤ
本作の主人公。魔物（アマンド）の母親と人間の父親から生まれたハーフ。幼少の時に母親が病死し、姉がアマンド犯罪者である「片目の男」に犯されたうえで殺され、それ以来その男に復讐心を抱いている。性格は面倒くさがりで、日常は怠惰的な生活を送っているが、仲間意識が人一倍強く、友情に熱い一面を持つ。また思春期相応の姿がうかがえる。年齢の割りに背が低いことにコンプレックスを持つ。
クラスの委員長である歌代ハルカに対し好意を抱いている。だが彼はその思いをなかなか言えないでいる。
幼少時、母親に「自分の魔物の力を人に見せてはいけない」と忠告されていたが、友達に力を見せてしまい母親に虐待を受けていた。
ヒカルと共同生活をしていくうち、お互いよく衝突をしていたが徐々に認めてきている。
感情が高ぶると魔物の血が暴走してしまうので、コントロールするためいつもクールに保っている。
戦闘時は常時首につけているマフラーを刃物のように使い、変幻自在に操る。
ベンジョコオロギが苦手。
天童ヒカル
本作の準主人公。天使(ロッシェ)と人間のハーフ。天使の父親はすでに他界。母親はトウヤの父と再婚し、現在は狭間家で共同生活を送っている。
母親が人間であるため、天使特有の羽が片方しかないため、自分に対し劣等感を抱いていたが父親に「大事なものは正義の心。翼は心にある」と教えられ、現在もそれを原動力にしアマンド犯罪者を取り締まっている。天使の行いは正当であると考え、魔物を軽蔑している。トウヤとは共に生活していくうちに徐々に緩和されている。
性格は学校生活ではおしとやかで、成績優秀・スポーツ万能である。トウヤの友人やハルカに対しては勝気な生活で、普段通りの態度を振舞っている。
なお、単行本1巻には、トウヤ、ヒカルのラフスケッチが描かれているが、ヒカルのポーズは、どう見ても別のキャラクターを真似たものである。